# Дашер, Эрика
Эрика Дашер (27 октября 1986) — американская актриса и продюсер, наиболее известная по главной роли в сериале «В стиле Джейн».

## Биография
Родилась в Хьюстоне, штат Техас. Училась в сельской школе на западной стороне Хьюстона, потом переведена в Вестсайдскую среднюю школу, которую она окончила в 2004 году. Окончила университет Южной Калифорнии, изучала театральное искусство, намеревалась стать кинорежиссёром и продюсером. Сейчас живёт в Лос-Анджелесе. Продюсировала фильм «Speak Easy». 

## Фильмография
- Горные огни (фильм, 2018)
- В стиле Джейн (сериал, 2012)
- Come Visit (2011)
- Chicken on a Pizza (2010)
- Vicariously (сериал, 2009—2010)
- The Lake (сериал, 2009)
- Место преступления (сериал, 2000 — …)
- Озеро (сериал 2009)